# Francis Patrick McFarland

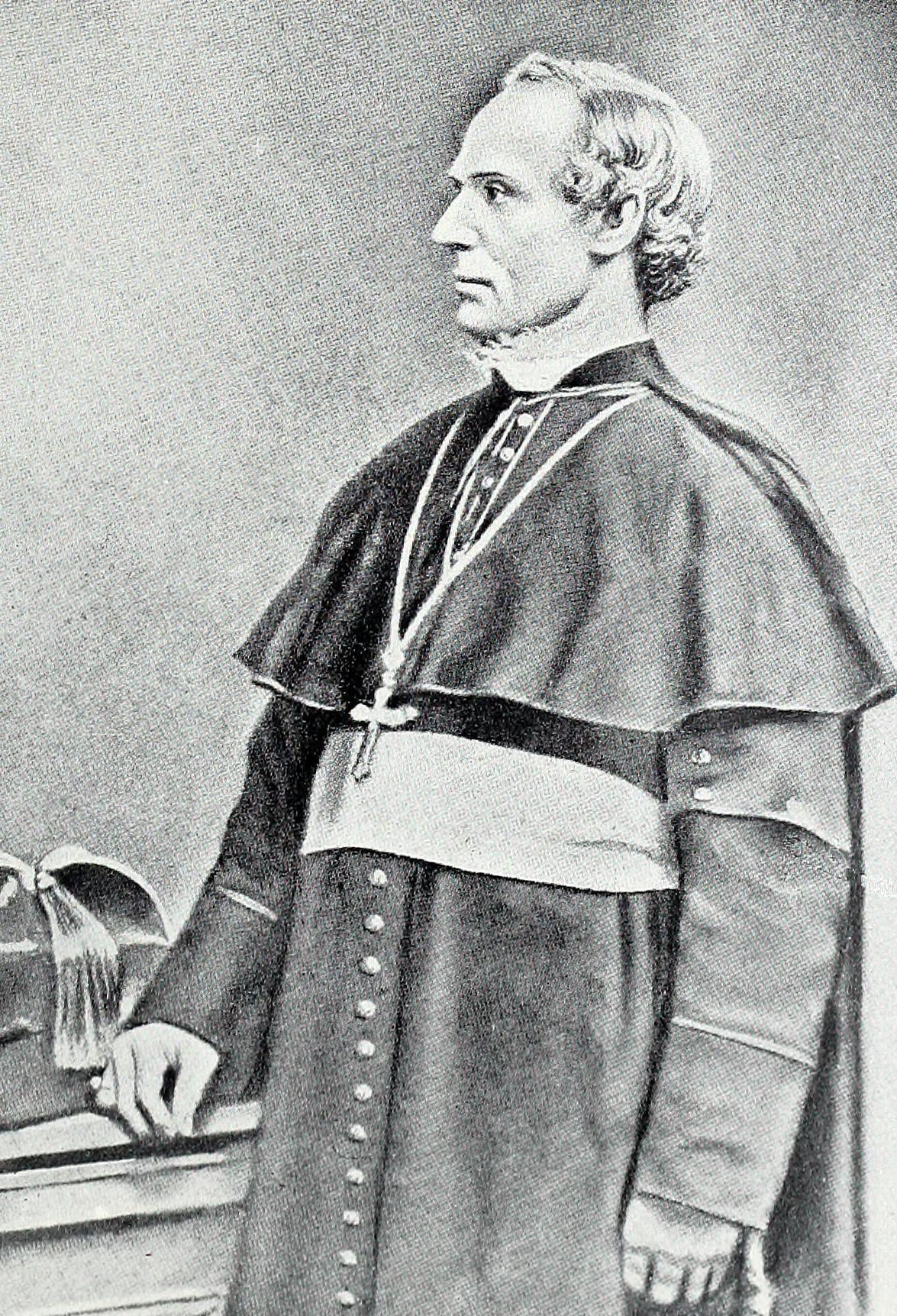
Francis Patrick McFarland, 3. Bischof von Hartford

Francis Patrick McFarland (* 4. April 1819 in Franklin, Pennsylvania; † 2. Oktober 1874 in Hartford, Connecticut) war ein US-amerikanischer römisch-katholischer Geistlicher und Bischof von Hartford.

## Leben
McFarland empfing am 18. Mai 1845 durch John Joseph Hughes das Sakrament der Priesterweihe für das Bistum New York. Am 23. April 1847 erfolgte seine Inkardination als Priester des Bistums Albany.
Am 9. März 1857 wurde McFarland zum Apostolischen Vikar von Florida ernannt, jedoch verzichtete er auf die Übernahme des Amtes, und wurde stattdessen am 8. Januar 1858 als Nachfolger von Bernard O’Reilly der dritte Bischof von Hartford. Die Bischofsweihe empfing er am 14. März desselben Jahres durch den New Yorker Erzbischof John Joseph Hughes; Mitkonsekratoren waren John Bernard Fitzpatrick, Bischof von Boston, und John Timon, Bischof von Buffalo. McFarlands Wahlspruch lautete Spes Nostra („Unsere Hoffnung“). Er nahm am Ersten Vatikanischen Konzil als Konzilsvater teil.